# Véronique Sylvain
Véronique Sylvain est une poétesse franco-ontarienne née en 1986. Le Nord ontarien et sa nature occupent une place importante dans son œuvre.

## Biographie
Véronique Sylvain naît en 1986, à Kapuskasing, et grandit sur la ferme familiale à Kitigan, en Ontario. Elle obtient un baccalauréat en littérature de l’Université Laurentienne, à Sudbury, puis une maîtrise en lettres françaises de l’Université d’Ottawa. 
Après avoir travaillé aux Éditions Prise de parole, elle décroche un poste de responsable des communications aux Éditions David. 

### Vie littéraire
Véronique Sylvain commence par écrire des chansons, ce qui l’amène à participer au concours Ça m’chante en 2003.
Après avoir publié quelques poèmes dans le journal étudiant de l’Université Laurentienne (L’Orignal déchainé) et des revues, elle participe à un recueil collectif au début de 2019 : Poèmes de la résistance (Prise de parole). Son premier recueil solo, Premier quart, paraît plus tard la même année. Cette œuvre, saluée par la critique, lui vaut quatre prix littéraires, dont le Prix Trillium et le Prix Champlain; ce dernier est assorti d’une résidence d’écriture d’un mois à la Maison de la littérature, dans le Vieux-Québec. Véronique Sylvain participe ensuite à deux autres collectifs : Imaginer l’après (Prise de parole, 2020) et Projet TERRE (David, 2021). En septembre 2024, elle devient poète officielle francophone de la Ville d'Ottawa pour une période de deux ans (c'est-à-dire de 2024 à 2026).
Les poètes franco-ontariens Michel Dallaire, Patrice Desbiens, Robert Dickson et, plus particulièrement, Robert Yergeau ont nourri l’imaginaire de Véronique Sylvain. La poète a d’ailleurs dédié à la mémoire de ce dernier sa thèse de maîtrise. Ses influences incluent aussi des haïkistes japonais.
La poésie de Véronique Sylvain est « habitée par le nord ». Elle rend hommage à la résilience des Franco-Ontariens, en particulier ceux qui, comme les hommes de sa famille, travaillent la terre ou descendent au fond des mines.

## Œuvres

### Poésie
- Premier quart, Sudbury, Prise de parole, 23 septembre 2019, 105 p. (ISBN 9782897441975)
- En terrain miné (ill. Isabelle Gagné), Prise de parole, septembre 2024, 193 p. (ISBN 9782897444617)

### Collectifs
- « Elle », dans Andrée Lacelle, Poèmes de la résistance, Sudbury, Prise de parole, 2019, 109 p. (ISBN 9782897441821), p. 39-41
- « Le corona-vers », dans Imaginer l'après, Sudbury, Prise de parole, 2020, 51 p. (lire en ligne), p. 29-36
- « Je me répète que... », dans Michel Thérien et Nelson Charest, Projet TERRE, Ottawa, David, 2021, 176 p. (ISBN 9782895977834), p. 126-131

## Prix et honneurs
- 2020 : Lauréate du Prix de poésie Trillium pour Premier quart[1]
- 2020 : Lauréate du Prix du livre d'Ottawa pour Premier quart[1]
- 2021 : Lauréate du Prix Champlain pour Premier quart[1]
- 2021 : Lauréate du Prix émergence AAOF pour Premier quart[1]